# Micrathyria schumanni
Micrathyria schumanni – gatunek ważki z rodziny ważkowatych (Libellulidae). Występuje na terenie Ameryki Środkowej.